# Hubert und Staller: Kleine Fische, große Fische
Kleine Fische, große Fische ist die erste Folge der ersten Staffel der deutschen Fernsehserie Hubert und Staller. Ihre Erstausstrahlung erfolgte am 2. November 2011 im Ersten. Es folgten diverse Heimkinoveröffentlichungen.

## Handlung
Als Hubert und Staller eigentlich einen Papagei einfangen wollen, bemerken sie eine Leiche im Haus des Papageienbesitzers. Er wurde anscheinend von Einbrechern überrascht und ermordet.
Der neue Revierleiter, Reimund Girwidz, der von Dortmund nach Wolfratshausen versetzt wurde, ist alles andere als erfreut, dass Hubert und Staller zu seinem Amtsantritt gleich mit Mord kommen. Girwidz muss sich in seinem ersten Fall beweisen, stellt aber fest, dass auf dem Land alles ein bisschen anders ist.
Während sich Girwidz mit einem falschen Abzeichen an seiner Uniform und seiner aufmüpfigen Tochter herumschlagen muss, stellen Hubert und Staller fest, dass der Einbruch nur ablenken sollte und Anton Bayer gezielt umgebracht worden ist. Sein Nachbar Robert Kunze, mit dem Bayer seit Jahren verfeindet war, ist ebenso verdächtig wie Manuela Bayer, die Frau des Ermordeten.
Ebenfalls verdächtig ist der arbeitslose und vorbestrafte Sohn Martin Bayer.

## Rezeption
Das Onlinemagazin Quotenmeter sprach eine Empfehlung für die Folge aus.

„Laute Lacher hat «Hubert und Staller: Kleine Fische, große Fische» nicht zu bieten, doch es gibt genug zum Schmunzeln, um den Start der zweiten von vorerst drei «Heiter bis tödlich»-Serien dem neugierigen Fernsehzuschauer zu empfehlen.“